# ラーヤ (キャラクター)
- ラーヤと龍の王国 > ラーヤ (キャラクター)
- ディズニープリンセス > ラーヤ (キャラクター)

ラーヤ（Raya）は、ウォルト・ディズニー・アニメーション・スタジオのアニメ映画『ラーヤと龍の王国』（2021年）の架空のキャラクターである。脚本家のアデル・リムとクイ・グエンによって作られたラーヤは、ディズニープリンセスの公式メンバーの13番目で、ディズニー初の東南アジアのプリンセスである。アメリカの女優ケリー・マリー・トランが声を担当している。キャシー・スティールが最初にキャスティングされたが、キャラクターが変更されたため、トランに交代した。
クマンドラという架空の土地にある5つの戦う部族の1つ、ハート部族の族長の娘として、ラーヤはドラゴンジェムの守護者に任命される。ジェムが粉々に壊れると、ドルーンと呼ばれる疫病の怪物が放たれ、ラーヤの父親を含むクマンドラの人々が石に変えられる。彼女はペットのトゥクトゥク（オカダンゴムシ、アルマジロ、パグのハイブリッド）だけを連れて、最後の生き残ったドラゴン、シスーを探し、ドルーンを打ち倒すためにジェムの欠片を集める旅に出る。ファング部族のプリンセス、ナマーリとの対立は、映画の信頼と団結のテーマに重要な役割を果たしている。
ラーヤは、強く独立した女性の主人公としてのキャラクター描写で肯定的な評価を受け、従来のディズニープリンセスとは異なる点でも評価されている。トランは声を担当したことでも称賛され、いくつかの映画賞にノミネートされた。

## 製作

### コンセプトと製作
映画『ラーヤと龍の王国』の舞台設定には、ディズニーが東南アジアの国々からインスピレーションを得た。プロデューサーのオスナット・シューラーは、これはみんなで座ってストーリーを話し合う中で自然に生まれたと語っている。最初、映画はドラゴンについての物語として構想され、ドラゴンの形をした5つの王国で構成されるファンタジー地域のアイデアと、強い女性戦士を主人公にするという願望が組み合わされた。アジアのドラゴンに焦点を当てるという決定により、シューラーは文化調査のためにクリエイティブチームをラオス、インドネシア、タイ、マレーシアに訪問させた。シューラーは、東南アジアは多くの国々が広がる広大な地域だが、人々は「強力な女性の歴史」を含む同じ原則を共有していると述べ、これが彼らが作り上げているファンタジーの世界を形作るのに役立ったと述べている。
調査旅行の後、シューラーはマレーシア出身の脚本家アデル・リムを迎えた。リムは、自分の文化からインスピレーションを得た映画に喜びを感じ、ラーヤが東南アジアの女性戦士の伝統を体現することを望んでいました。リムと共に、共同脚本家のクイ・グエン、監督のドン・ホールとカルロス・ロペス・エストラーダも制作チームに加わった。映画制作者たちの目的は、クマンドラの5つの王国を通じて東南アジアの文化と多様性を祝うことだった。ロペス・エストラーダはこれを「非常に異なる伝統、非常に異なる文化、非常に異なるアイデンティティ」が一つにまとまり、お互いを信頼することを学んで調和のとれた人々に成長するものだと表現した。クマンドラという架空の土地を作る際、チームは特定の場所からアイデアを引き出すのではなく、東南アジアのさまざまな文化的影響からインスピレーションを得た。リムは、この地域には多くの異なる人々がいるが、「これらの異なる要素がすべてあるからこそ素晴らしい」と述べている。
さまざまな東南アジアの国々への調査旅行に加えて、制作チームは東南アジアストーリートラストという異なる背景を持つ文化専門家のグループと協力し、映画のさまざまな文化的側面についてアドバイスを受けた。また、制作チームは、アジアおよびアジア系アメリカ人の俳優をキャスティングすることが重要だと感じており、シスー役の声を担当したオークワフィナを含む俳優が参加した。

### キャスト

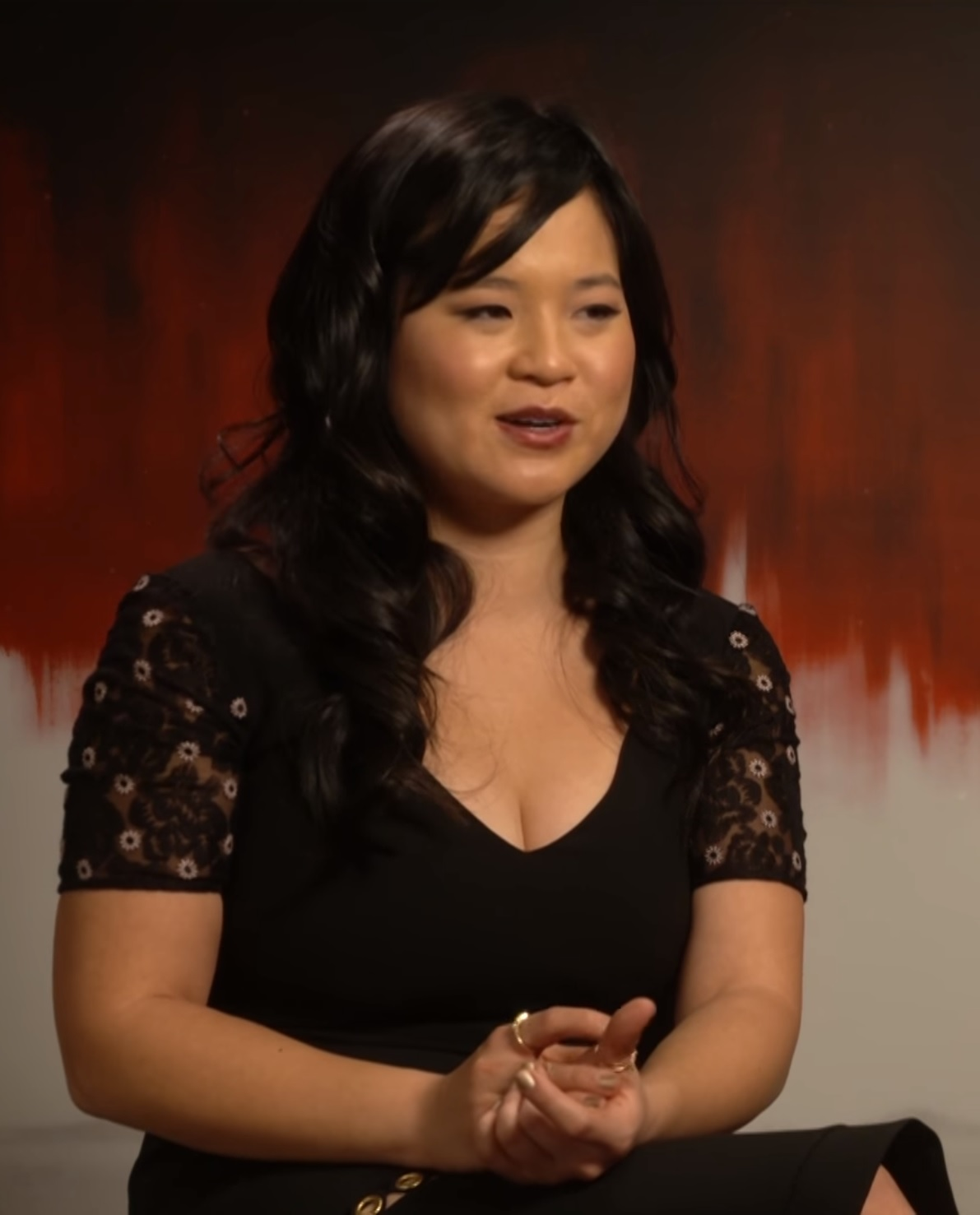
ケリー・マリー・トランは『ラーヤと龍の王国』でラーヤの声を演じている。

ラーヤの声はアメリカの女優ケリー・マリー・トランが担当している。カナダの女優キャシー・スティールが最初にラーヤの声優としてキャスティングされ、2019年8月のD23 Expoでプロジェクトが発表された際に、オークワフィナと共に公式に発表された。しかし、2020年8月までに彼女はトランに交代された。トランは以前にこの役のオーディションを受けたことがあったが、その時は落選していた。そのため、役を得たという電話を受けたときは驚き、「恐ろしい」と感じたと述べている。ウォルト・ディズニー・アニメーション・スタジオによれば、この交代は異なるタイプのパフォーマーが必要だったためだ。シューラーは、ラーヤのキャラクターが変更されたため、スティールの声がキャラクターに合わなくなったと説明した。
トランは、ディズニー映画で主演を務める初の東南アジア出身の女優だ。ロペス・エストラーダとホールは彼女のオーディションに驚き、彼女がこの役にぴったりだと感じた。ホールは「彼女はラーヤそのものです。彼女の明るさやポジティブさ、そして強さがケリーとキャラクターに共通している」と述べた。彼らは特に彼女のコメディとアドリブのスキル、そしてキャラクターに深い感情をもたらす能力に感銘を受けた。トランが即興で演じたシーンに感銘を受け、制作チームはそのパフォーマンスに合わせてシーンを変更することを決めた。ロペス・エストラーダは「私たち全員が涙した」と述べている。そのシーンでは、ラーヤが祭壇を作り、ドラゴンのシスーに祈りを捧げた後、感情が高ぶって涙を流す。トランはこのシーンを自分なりに解釈するように促され、最終的なシーンは元々書かれていたものとは異なる形で即興で演じられた。トランは、他の強い女性キャラクターが「ほぼ男性的で女性らしさを消し去るほどに」描かれることが多い中で、ラーヤが様々な側面を見せることが重要だと考えた。『スター・ウォーズ/最後のジェダイ』に出演し、ファンから人種差別的かつ性差別的な嫌がらせを受けたトランにとって、このシーンはラーヤのキャラクターに入り込むための方法だった。彼女は、自分が以前はバラ色のメガネをかけて世界を見ていたが、ラーヤと同じように経験を積んで戻ってきたと感じた。学校でディズニーのファンだったトランにとって、これは理想的な機会であり、彼女の遺産を表現する方法でもあった。トランはベトナム語の言葉を発声したことはなく、クマンドラの言葉の発音についてグエンと共に取り組むことができたと述べた。
この映画は、新型コロナウイルス感染症の世界的流行の影響でウォルト・ディズニー・アニメーション・スタジオが主に自宅で制作した初の作品だった。これにより、トランは他の俳優たちと共に、ディズニーアニメーションの技術部門から送られた録音機材を使って自宅でキャラクターの声を録音した。適切な音響環境を作るために、リビングルームに音を遮断するブランケットでテントを作った。トランは、彼女のボーイフレンドがブランケットを壁にテープで貼り付け、家具を押し合うことでテントを作ってくれたと冗談を交えて語った。ラーヤの制作は多くの議論を含む共同作業であり、トランは自身の経験をキャラクターのインスピレーションとして使用した。「自分がどこで終わり、ラーヤがどこから始まるのか、そしてその逆も見分けがつかないでしょう」と述べている。ベトナム系アメリカ人として、トランは若い頃に自分の文化がどこにも表現されていないと感じていたため、この映画は背景や外見に関係なく誰でもプリンセスや戦士になれるというアイデアを提示していると感じた。彼女はラーヤを「本当にカッコいい、勇敢な戦士」と表現し、プリンセスであることの意味を「覆す」ことを試みる映画に参加できたことを喜んだ。

### 特徴
トランによると、ラーヤについての最初の会話は、これまでに見たことのないキャラクターを確立し、「プリンセス」や「ヒーロー」の概念に挑戦することに集中していた。制作の初期段階で、ウォルト・ディズニー・アニメーション・スタジオ内では、ラーヤがディズニープリンセスの称号を持つべきかどうかについて意見が分かれていた。リムは、王国を統治できることがプリンセスの条件だと考え、ラーヤがプリンセスであるべきだと主張した。彼女は、白雪姫のようなディズニープリンセスと一緒に育ったため、ディズニーが多様な文化からキャラクターを描くのは意味があることであり、女の子たちがラーヤに自分自身を見てほしいと願っていた。シューラーは、現代のディズニープリンセスは「目指すべきキャラクター」であり、制作チームの価値観を反映させるために、ラーヤやモアナのようなキャラクターを描くことを目指していると説明した。リムは、ラーヤが壊れた王国を復活させようとする闘いは、ファンタジーの土地であっても現実の子供たちにも関連するものだと感じていた。彼女は、壊れた土地の問題を解決するのは困難な課題であり、ラーヤが裏切られ、すべてを失っても成功するために「手を伸ばし続けなければならない」とコメントした。シューラーは、ディズニー映画で女性ヒーローであることは自動的にキャラクターをプリンセスとして定義するわけではないが、分断された世界でリーダーとしての責任を持つことがラーヤの成功にとって戦士であることと同様に重要であると考えた。
制作チームは、この映画をミュージカルやディズニープリンセス映画ではなく、アクションアドベンチャーファンタジーとして制作することを決定した。ホールは、ハート族の族長の娘であるため技術的にはプリンセスであるにもかかわらず、ラーヤは実際にはドラゴンジェムの守護者であることに集中しているが、「目指すべき戦士のキャラクター」でもあると述べた。ベトナム系アメリカ人であるグエンは、ラーヤがディズニー初の東南アジアのプリンセスであり、「私や私たちの声、私たちの文化を本当に代表するキャラクターを見るのは個人的に重要だった」と述べた。リムにとって、ラーヤは彼女の若い頃の文化を表している。彼女は香港アクション映画で育ち、「熱い女、意地悪な女、悪役」を楽しんで見ていたが、アメリカに移住した後、ハリウッド映画の強い女性キャラクターが物理的に完璧に描かれているため、物語のアークをほとんど持っていないことに気づいた。リムはまた、ラーヤと彼女の父親ベンジャとの関係が東南アジアの家族における親密な関係の文化と彼女自身の人生における父親の巨大な影響を代表しているとコメントした。グエンは、ラーヤのキャラクター化は現実的であり、彼が育った女性たちの精神を反映する必要があると述べた。アジア系アメリカ人キャラクターが映画で「冷静で真面目で、奇妙に家族の名誉を守ることに執着している」とステレオタイプ化されることが多い中で、ラーヤは「楽しい」「機知に富んだ」「賢い」と描かれるべきだと述べた。ストーリートラストと協議し、制作チームはヒロインの名前を多数考慮した。リムはマレー語で「祝祭」を意味し、「人々がたくさんの食べ物の周りに集まる喜びの時間を思い起こさせる」という理由で、ラーヤという名前にすぐに惹かれた。
リムは、ラーヤの物語はコロナウイルスのパンデミックの数年前に、人々が分断された世界で子供たちが育つのを見たくないという願望からインスピレーションを受けたと述べた。彼女は、ラーヤが完璧な世界を築くという父親の理想的な考えを持ち、それを守りたいと思って育つことが重要だと感じたが、裏切りによって心が砕かれたときでも希望を持ち、人々を統一し続ける必要があると述べた。リムはまた、この映画は女性主人公が男性でないことと戦う文脈ではなく、単に世界で平等に存在することを示していると述べた。彼女は、物語を解決するためには「女性であるかどうかを気にせずに」行う必要があると述べた。グエンは、チームがユマ・サーマンが演じた『キル・ビル』の花嫁のような「静かな強者」の典型的な物語を作らないようにしていたと述べた。それは子供たちにとって共感できないからだ。そのため、ラーヤのキャラクターを時間をかけて発展させた。キャラクター化のために、チームは女性スーパーヒーローからインスピレーションを得ようとしたが、キャラクターに取り入れたい品質を持っている者はいなかった。代わりに、微妙なキャラクターとユーモアのために、マーベルのキャラクターであるスター・ロードからインスピレーションを得た。トランはラーヤを「傷つきやすく悲しい」と同時に「面白くて機知に富み、皮肉が効いている」と表現した。彼女はラーヤがさまざまな種類の勇気をうまく示していると述べた。それには肉体的な戦闘スキルだけでなく、怒りやトラウマが判断を曇らせる時にそれを認識し、それを克服する能力も含まれる。
ラーヤは18歳の少女で、肉体的な強さを持っているが、幼少期に家族を失ったトラウマから感情を守る。トランは、ラーヤは幼い頃から自分が何を望んでいるのかを知っているが、トラウマが彼女の世界観を変え、彼女の信念のために戦うことになると述べた。彼女のストーリーアークは、ドラゴンのシスーとのパートナーシップを通じて強化される信頼のテーマを体現している。幼少期の裏切りを経験した後、ラーヤはペットのトゥクトゥク（オカダンゴムシ、アルマジロ、パグのハイブリッド）だけを連れて、一匹狼として成長する。シスーに出会い、彼女の楽観主義と人類への不変の信念に反して、再び他人を信頼することを学ぶ。グエンはこれをクマンドラを救うための「秘密の材料」と説明した。オークワフィナは、ラーヤとシスーの友情が信頼のバランスであり、シスーがラーヤよりも信頼を持っているが、ラーヤは自分があまりにも不信感を持たないように学ぶ必要があると感じた。トランもまた、2人のキャラクターが異なる世界観を持っているにもかかわらず、お互いから学び、最終的にお互いをより良い方向に変えていくと同意した。
シューラーは、3人の女性キャラクターを確立するために、映画における女性の友情の種類を調査したが、参考になるものはほとんど見つからなかったと述べた。代わりに、友人や「強い女性の長い系譜」からインスピレーションを得た。グエンは、ラーヤとナマーリの関係が複雑な歴史を持つ必要があり、物語に深みを与えると述べた。両キャラクターはリーダーとして育てられたが、敵対関係にある。ラーヤとシスーの関係は、彼女が敵と絆を結ぶためのインスピレーションを提供する。リムは、ラーヤがシスーを目覚めさせることで、ドラゴンが壊れた世界を修復する解決策になると誤って信じていると説明した。シューラーは、これは実際にはラーヤとナマーリの人間の物語であり、彼らはお互いを敵と見なしているが、同時にお互いに興味を持っていると説明した。シスーが死ぬことで、ラーヤとナマーリがドラゴンの魔法なしで世界を修復する方法を見つけることができるようになる。「解決策は私たちの中にあります。私たちはお互いを信頼し、協力することを学ばなければなりません」と彼女は述べた。
戦闘シーンのために、制作チームは特に東南アジアのアクション映画からインスピレーションを得た。ラーヤとナマーリの間に起こる3つの戦闘シーンはそれぞれ異なる振り付けが施されており、物語とキャラクターの発展を推進するための特定の目的を持ってデザインされた。制作の初期段階で、チームは武術の調査を行った。アニメーション責任者のエイミー・スミードは、グエンの東南アジアの武術の専門知識とスタントコーディネーターのマギー・マクドナルドの振り付けのおかげで、キャラクターに適した戦闘スタイルをデザインすることができたと述べた。ストーリートラストと協力することで、チームは戦闘シーンが本物で現実的であることを確保することができた。したがって、ラーヤの戦闘スタイルはインドネシアの武術ペンチャク・シラットとムエタイに基づいており、彼女の武器スタイルはフィリピンの武術アーニスに基づいている。

### デザイン
デザイン初期段階では、ビジュアル開発チームはラーヤとシスーのデザインをそれぞれ独立して作成していたが、後に二人のキャラクターを一緒に視覚化する必要があると判断した。キャラクターのアートディレクターであるシユン・キムは、対照的な性格を持つ友人として二人を描き、「一方は冷静で、もう一方はコミカル」とした。これは物語の初期段階で、ラーヤが決然とした剣士として作られ、シスーが人間の姿で協力を拒んでいた時期のこと。その後、二人の対立関係は変わり、ラーヤの性格は柔らかくなった。
ラーヤの外見はデザインプロセス中に何度も変更された。彼女は伝統的な東南アジアの衣装を基にした服を着る必要があったが、戦闘シーンでは動きやすい服装も必要だった。スミードは、戦士であるラーヤが機敏であることが必要だと強調した。また、彼女の髪型は実用的にデザインされ、視界を確保するために二つの編み込みがされている。チームは、カリフォルニア州立大学スタニスラウス校の人類学准教授であるスティーブ・アランサック博士と協力し、ラーヤの帽子のデザインに携わった。この帽子はストゥーパに似た形をしている。
ラーヤは背が高く、運動能力の高い戦士だが、ホールは戦士が共感しにくい存在であるため、デザイナーは彼女の厳しい外見と層のあるキャラクターのバランスを取る必要があった。キムは、ラーヤに本物らしい外見を持たせるために東南アジアを研究し、彼女の目の形や高い頬骨などの特徴に文化的な特異性を持たせようとした。衣装デザイナーのネイサ・ボヴェによると、ラーヤはもともと革の衣装を着る予定だったが、クマンドラの熱帯気候では暑すぎると考えられた。そこで、通気性のある布を使ったサバイのトップとドウティパンツを革のジャケットとブーツと組み合わせて、剣士としてのリアリティを持たせた。共同監督のジョン・リパは、物語が進むにつれて保護的な覆いが徐々に取り除かれるように、ハイカラーのマントと帽子を追加したとコメントした。彼女の出身地であるハートを表現するために、ドラゴンや雨滴のモチーフが彼女の衣装、特にジャケットやマントに装飾されている。彼女の剣は、インドネシアのクリスという武器をファンタジー化したもので、鞭のように伸びる刃を持ち、物に引っ掛けることができる。

## 出演

### ラーヤと龍の王国
若い頃、ラーヤは父親のベンジャ族長にドラゴンジェムの守護者の役割を試される。“龍の石”はシスーの力を持ち、ハートをドゥルーンから守るものだった。ラーヤは見事に試験に合格し、その称号を得る。ベンジャ族長はテイル、タロン、スパイン、ファングの各地を祝宴に招待する。パーティーの間、ラーヤはファングのプリンセス、ナマーリと友達になる。二人はすぐにドラゴンへの共通の興味から親しい友人関係を築く。ナマーリはラーヤにドラゴン型のペンダントを渡し、ラーヤはお返しに龍の石の隠し場所をナマーリに教えるが、最終的に彼女に裏切られる。他の国々がその場所に集まり、龍の石を巡って争う。その結果、龍の石は五つの破片に砕け、ドルーンが目覚める。避難の最中、ラーヤは負傷した父親を安全な場所に運ぶのに苦労する。ベンジャはラーヤにオーブの一片を渡し、橋から川に投げ飛ばす。落下する際、ラーヤは父親が石像に変えられるのを目撃する。
6年後、ラーヤはクマンドラを救い、父親を復活させるために最後の生き残ったドラゴンであるシスーを探す旅をする。古い難破船にたどり着き、供物を捧げた後、シス―を目覚めさせることに成功する。シスーは龍の石の残りの破片を見つけるのを手伝うことに同意する。ラーヤとシスーはトゥクトゥクに乗ってテイルの族長の家へ向かう。罠を避けながら、ラーヤは罠で死んだ族長の遺体から慎重にジェムの破片を取り出す。ナマーリが軍隊とともに到着するが、三人はボウンという少年が所有する「シュリンプオリウム」という船を使って脱出する。
タロンに到着したラーヤは、ジェムの破片を盗む「コンベビー」ノイと彼女のオンギスたちに出会う。市場中を追いかけて盗賊たちを捕まえ、彼らの助けを借りてタロンの族長ダン・フーの家に侵入する。彼女は新しい族長がいることを知る。新しい族長はシスーを騙して他の龍の石の場所を明かさせるが、ラーヤが現れ、族長から龍の石の破片を奪い、シスーを救う。彼らはノイと彼女のオンギスと共にボウンの船に戻り、スパインに向かう。そこではラーヤとシスーは人々の唯一の生存者である巨人のトンに捕らえられる。ナマーリと彼女の軍隊が前門に到着すると、ラーヤはトンに友人たちを安全に連れて行くよう懇願し、自分はナマーリと戦う。ファングのプリンセスは戦いで優位に立ち、ラーヤを倒そうとするが、シスーが彼女の命を救う。
ラーヤは船上でシスーの秘密を友人たちに明かし、彼らはファングから最後の龍の石の破片を手に入れるために協力することに同意する。ラーヤはチームが王国に潜入する計画を立てるが、シスーのナマーリと友達になるという計画を支持する。彼女はナマーリのペンダントを贈り物として返し、手紙で森での密会を伝える。翌朝、ナマーリはラーヤと会い、最後の龍の石の破片を見せるが、再びクロスボウを引き出して裏切る。ラーヤはシスーに矢を放つのを止めようとしますが失敗し、シスーは殺される。怒りに燃えたラーヤは一人でファングに向かい、ナマーリに立ち向かう。優位に立った彼女は、自分の怒りと不信がクマンドラの混乱とシスーの死を引き起こしたことに気づく。彼女はナマーリの命を助け、友人たちと共にファングの市民をドゥルーンから避難させるために戻る。
ジェムの破片の力が失われ始め、ドルーンが近づいてくる中、ラーヤは信仰の行動を決意し、自分の龍の石の破片をナマーリに渡し、石に変わる。友人たちも同様に行い、ラーヤの隣で石になる。ナマーリは全ての破片を一つにする決断をし、石化する。龍の石が再び力を取り戻した後、ラーヤと友人たちは復活する。シスーとドラゴンたちがクマンドラに戻り、ラーヤはハートに帰り、父親と再会する。彼らはクマンドラの他の国々と共に、一つの統一された土地として祝う。

### ワンス・アポン・ア・スタジオ -100年の思い出-
ラーヤは短編映画『ワンス・アポン・ア・スタジオ -100年の思い出-』に登場する。彼女はミッキーマウスのためにドアを開けて、外が安全であることを伝え、集合写真にも写っている。

### ビデオゲーム
ラーヤは、都市開発ゲーム「ディズニー マジックキングダムズ」で期間限定でアンロック可能なプレイヤーキャラクターとして登場する。2021年に『ラーヤと龍の王国』の公開を宣伝するための期間限定イベントで追加された。
別バージョンのラーヤは、2022年のビデオゲーム「Disney ミラー・ウォリアーズ」にもプレイヤーキャラクターとして登場する。

### テーマパーク
2021年9月、ラーヤは上海ディズニーランドの「ハッピー・サークル・セルフィー・スポット」で公式デビューした。2022年の旧正月の祝賀から、ラーヤはディズニー・カリフォルニア・アドベンチャーで北米デビューを果たした。2022年4月には、ディズニーランドの50周年記念「メインストリート・エレクトリカルパレード」にも登場した。

### マーチャンダイズ
映画の公開後、ラーヤはディズニープリンセスの公式メンバーとして13人目に加わった。ディズニーは彼女を人形やフィギュアセットの形で商品化した。また、ラーヤはFunko Pop!のフィギュアとしても再現されている。

## 評価と遺産

### 批判的な反応
『シカゴ・サンタイムズ』のリチャード・ローパーは、ラーヤが「強く独立した女性のロールモデル」であり、「若い戦士プリンセス」であるという21世紀のディズニープリンセスの伝統を続けていると称賛した。『バラエティ』のピーター・デブルージュも、ラーヤのキャラクターを「強く、独立し、しばしば実写映画でそうした役割を演じる若い男性よりも大胆不敵」として新しいディズニーヒロインの形を表していると絶賛した。『ロサンゼルス・タイムズ』のジャスティン・チャンは、トランがラーヤに「勇気と決意」をもたらしたと書き、彼女のキャラクターがモアナやエルサのような21世紀のヒロインに似ていることにも触れ、「ラーヤはロマンスや自己実現以上のことを考えている」と述べ、「彼女は歌う時間さえない」とも付け加えた。『サンフランシスコ・クロニクル』のG・アレン・ジョンソンは、ラーヤが「燃えるような気性と正義の情熱」を物語にもたらしたと述べた。『デッドライン』のピート・ハモンドはラーヤをムーランと比較し、両者とも「不可能な力に立ち向かう強大な力を持つ若い女性」であると感じたが、ムーランとは異なり、ラブストーリーがないことが現代的な女性主人公の描き方として新鮮だと感じた。NPRのグレン・ウェルドンは、ラーヤを「ディズニー史上最も魅力的で、共感でき、層の厚いプリンセス」と呼び、彼女の信頼の問題、複雑さ、欠点のあるキャラクター性を指摘した。『ヴォックス』のアジャ・ロマノは、ラーヤを「素晴らしい主人公」として評価し、『Avatar: The Last Airbender』のコラに似ていると述べ、ナマーリとのライバル関係を称賛した。
『デン・オブ・ギーク』のライター、デヴィッド・クロウは、ラーヤが知性、ユーモア、欠点を持つヒロインとして描かれていることを評価し、典型的なディズニーヒロインからの大きな進歩と感じた。『ザ・ウィーク』のジェヴァ・ラングは、ラーヤがディズニーのこれまでの強い女性キャラクターの描写に比べて大きな進歩であると感じ、「クライングを誘う」ものだと述べた。彼女は、ラーヤがこれまでのディズニープリンセス映画とは異なり、恋愛の要素がなく、面白い男性のサイドキックもいないこと、そして「見下すような“ガールパワー”のシーン」がないことを指摘した。『フォーブス』のスタッフライター、スコット・メンデルソンは、ラーヤのキャラクターを「勇敢で、強く、魅力的で、機知に富み、自分の運命や欲望を自分でコントロールする」と評価したが、この「非伝統的な」ディズニープリンセスの描写が1989年の『リトル・マーメイド』以来のディズニーフォーミュラと同じであると感じた。IGN東南アジアのデール・バシールは、ラーヤを「かなりカッコいいヒロイン」と表現し、彼女の感情の深さ、特に機知に富んだ面から復讐心を持つ面までを称賛した。彼は、ラーヤとナマーリのダイナミクスが他のディズニープリンセスとは異なり、『シーラとプリンセス戦士』のアドラとキャトラに似ていると感じた。『デジタル・スパイ』のガブリエラ・ガイジンガーは、ラーヤのキャラクターがディズニープリンセスのラインアップに多様性を加え、彼女の皮肉と他者への警戒心が特に「新鮮」であると感じた。
BBCのイヴェット・タンは、映画の東南アジアの文化的要素と、ヒロインがサラコットに似た帽子をかぶり、人力車を参考にしたトゥクトゥクという名前のサイドキックを持ち、シラットの戦闘技術を使用するなど、現実の伝統的要素を取り入れていることに注目した。彼女は、ラーヤが本当に東南アジアの6億7千万人の人々を体現できるのか疑問に思った。『アトランティック』のシャーリー・リーは、映画が以前のディズニー映画よりも文化的に本格的であると評価したが、ラーヤのストーリーアークが空っぽであり、彼女を「王国から王国へと飛び回る観光客」と表現した。彼女は、ラーヤのキャラクターが映画製作者の文化横断的な研究の浅薄な表現であり、映画の文化的本物さを追求する努力が「ただの飾りに過ぎない」と感じた。『ザ・ヴァージ』のジャスティン・カルマは、ラーヤがついに東南アジア出身の自分を見たと感じ、アジアの代表が少ない映画やテレビ番組を見て育ったと述べた。『タイム』のキャット・ムーンは、ディズニー初の東南アジアのプリンセスを「画期的な瞬間」と表現したが、映画の広範な東南アジア文化の描写に対する東南アジアコミュニティの反応が混在していると指摘した。
トランもラーヤの声を担当したことで肯定的な反応を受けた。『ロジャー・イーバート・ドットコム』のレビューで、ブライアン・タレリコは、トランの声優がラーヤに「脆さと強さのバランス」をもたらしたと述べた。『USAトゥデイ』のブライアン・トゥルイットもトランの声の演技を称賛し、「彼女はラーヤの明るい面と暗い面をうまくナビゲートしているが、彼女の声は若いラーヤよりも年長のラーヤにうまく合っている」と書いた。『ハリウッド・リポーター』のレビューで、インクー・カンはトランが「完璧な演技」をしたと述べた。『ガーディアン』のベンジャミン・リーは、トランの演技の「鋼のような強さ」がオークワフィナのコメディと対照的であり、彼らのやり取りを楽しんだとコメントした。『/Film』のホアイ・トラン・ブイは、トランがラーヤ役に完璧であり、戦闘シーンで示す怒りとは対照的な冷静さに感銘を受けた。彼女はラーヤが「東南アジアの子供たちの一世代のためのお気に入りのディズニープリンセスになるだろう」と感じた。『ローリング・ストーン』のデヴィッド・フィアは、トランがキャラクターの声を担当することで、映画の女性エンパワーメントの描写がさらに強力になったと感じた。

### 受賞歴
| 年     | 賞                               | カテゴリー                                                               | 受賞者                 | 結果       | 脚注   |
| ------ | -------------------------------- | ------------------------------------------------------------------------ | ---------------------- | ---------- | ------ |
| 2022年 | 女性映画ジャーナリスト同盟       | 女性アニメ賞                                                             | ケリー・マリー・トラン | ノミネート | [ 56 ] |
| 2022年 | アニー賞                         | 長編作品声優賞                                                           | ケリー・マリー・トラン | ノミネート | [ 57 ] |
| 2022年 | ハワイ映画批評家協会賞           | ヴォーカル／モーションキャプチャー・パフォーマンス賞                     | ケリー・マリー・トラン | 受賞       | [ 58 ] |
| 2022年 | ノースカロライナ映画批評家協会賞 | ヴォーカル・パフォーマンス賞（アニメーションまたはミクストメディア部門） | ケリー・マリー・トラン | ノミネート | [ 59 ] |
| 2021年 | ワシントンD.C.映画批評家協会賞   | 声楽賞                                                                   | ケリー・マリー・トラン | ノミネート | [ 60 ] |
| 2021年 | 女性映画批評家協会賞             | 女性アニメ賞                                                             | ラーヤ                 | ノミネート | [ 61 ] |